# Hymenoplia escalerai
Hymenoplia escalerai är en skalbaggsart som beskrevs av Baguena 1954. Hymenoplia escalerai ingår i släktet Hymenoplia och familjen Melolonthidae. Inga underarter finns listade i Catalogue of Life.